# Arctostaphylos insularis
Arctostaphylos insularis là một loài thực vật có hoa trong họ Thạch nam. Loài này được Greene & Parry mô tả khoa học đầu tiên năm 1887.

## Hình ảnh

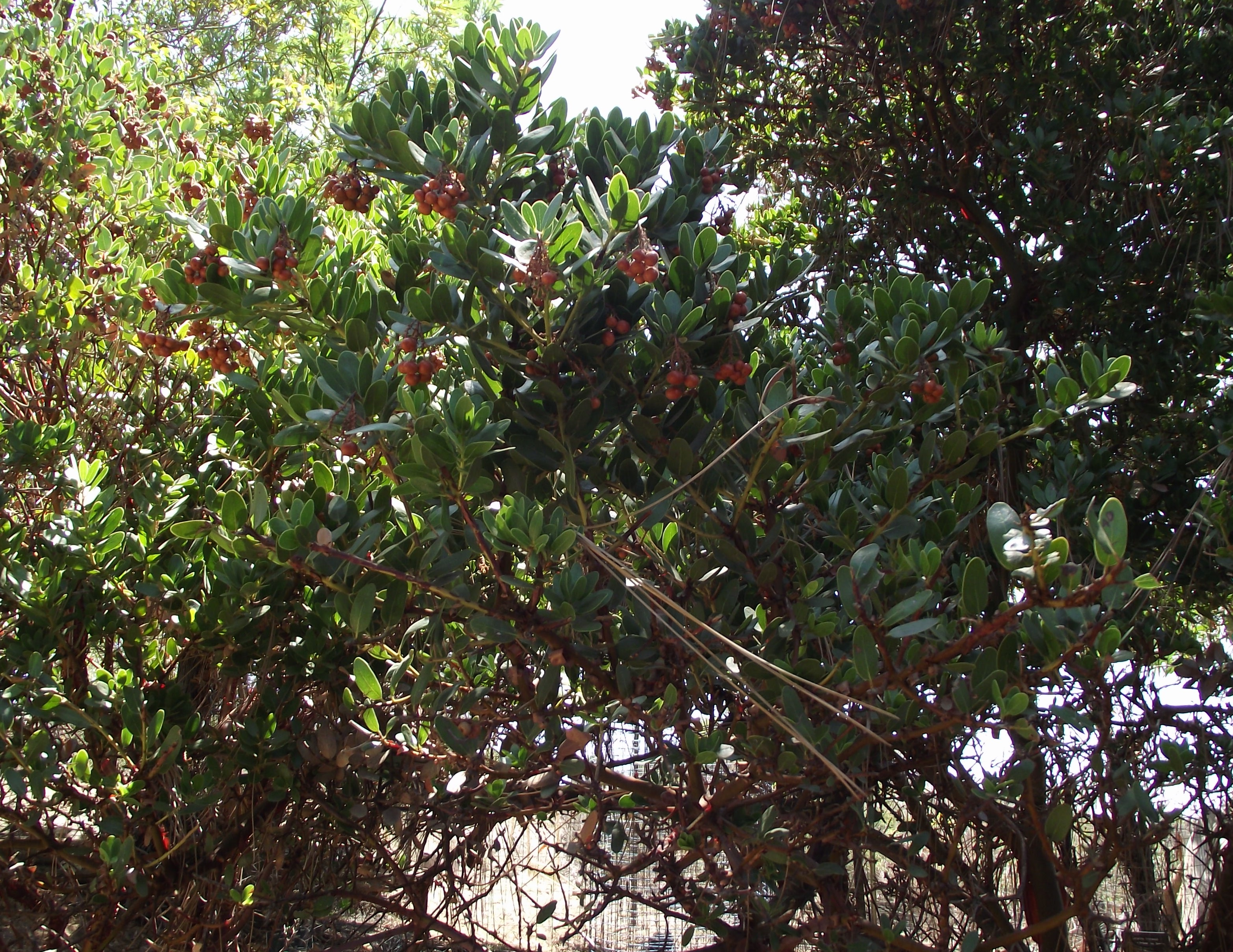
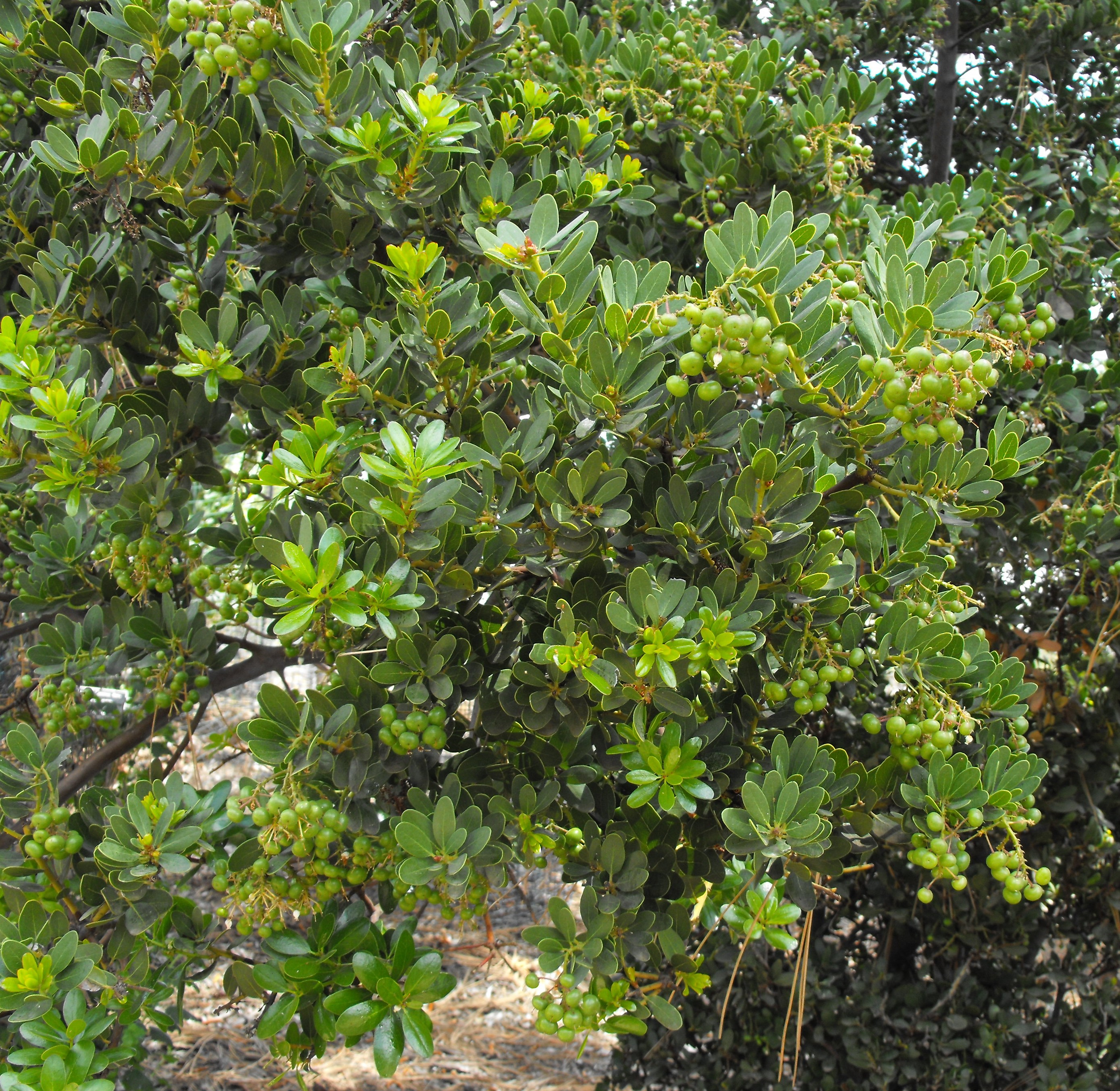